# Jim Benning
James Elmer Benning (* 29. April 1963 in Edmonton, Alberta) ist ein ehemaliger kanadischer Eishockeyspieler, der von 1981 bis 1990 für die Toronto Maple Leafs und Vancouver Canucks in der National Hockey League gespielt hat. Zuletzt fungierte er von Mai 2014 bis Dezember 2021 als General Manager der Vancouver Canucks. Sein Bruder Brian spielte ebenfalls in der NHL.

## Karriere
Jim Benning begann seine Karriere als Eishockeyspieler bei den Portland Winter Hawks, für die er von 1979 bis 1981 in der Western Hockey League spielte. Anschließend wurde er im NHL Entry Draft 1981 in der ersten Runde als insgesamt sechster Spieler von den Toronto Maple Leafs ausgewählt, für die er die nächsten 5½ Jahre in der National Hockey League aktiv war. Die Saison 1986/87 begann Benning im NHL-Team der Maple Leafs, spielte anschließend für deren damaliges Farmteam aus der American Hockey League, die Newmarket Saints, und wurde schließlich am 2. Dezember 1986 zusammen mit Dan Hodgson im Tausch für Rick Lanz an die Vancouver Canucks abgegeben.
Im Sommer 1990 verließ der Verteidiger die Canucks und wechselte zu den Milwaukee Admirals aus der International Hockey League. Seine aktive Karriere beendete er schließlich in der Saison 1991/92 beim HC Varese aus der italienischen Serie A.
Im Anschluss an seine Karriere als Spieler arbeitete Benning zunächst als Amateur-Scout für die Mighty Ducks of Anaheim (1993/94), später als Scout für die Buffalo Sabres (1994 bis 1998) sowie als Assistenz-General Manager der Boston Bruins, mit denen er den Stanley Cup gewann.
Im Mai 2014 verpflichteten ihn die Vancouver Canucks als neuen General Manager. In den folgenden sieben Jahren erreichte das Team unter seiner Führung nur zweimal die Playoffs, bevor er nach einem schwachen Start in die Saison 2021/22 im Dezember 2021 mitsamt Cheftrainer Travis Green entlassen wurde. Seine Nachfolge trat Stan Smyl bzw. wenige Tage später Jim Rutherford an.

## Erfolge und Auszeichnungen
- 1981 WHL First All-Star Team
- 1981 Bill Hunter Memorial Trophy